# Coupe Spengler 2024
Navigation
Édition précédente Édition suivante
La Coupe Spengler 2024 est la 96e édition de la Coupe Spengler. Elle se déroule du 26 au 31 décembre 2024 à Davos, en Suisse.

## Modus
Les six équipes participantes sont d'abord réparties en deux poules de trois, le groupe Torriani et le groupe Cattini. Chacune des équipes rencontre ses deux autres adversaires. La première équipe de chaque groupe est directement qualifiée pour les demi-finales. Les quatre autres équipes disputent des quarts de finale, durant lesquelles le deuxième du groupe Cattini rencontre le troisième du groupe Torriani, et inversement. Le vainqueur de chacun de ces quarts de finale est qualifié pour les demi-finales. Les deux équipes victorieuses s'affrontent en finale, le 31 décembre à midi.

## Participants
- HC Davos (NL)
- HC Dynamo Pardubice (Extraliga)
- Équipe Canada
- HC Fribourg-Gottéron (NL)
- Kärpät Oulu (Liiga)
- Straubing Tigers (DEL)

## Résultats

### Phase de groupes

#### Groupe Torriani
| Clt   | Équipe               | PJ | V | VP | VF | D | DP | DF | BP | BC | Pts |
| ----- | -------------------- | -- | - | -- | -- | - | -- | -- | -- | -- | --- |
| +001, | HC Fribourg-Gottéron | 2  | 1 | 0  | 0  | 0 | 1  | 0  | 8  | 7  | 4   |
| +002, | HC Dynamo Pardubice  | 2  | 0 | 1  | 0  | 0 | 1  | 0  | 5  | 5  | 3   |
| +003, | Kärpät Oulu          | 2  | 0 | 1  | 0  | 1 | 0  | 0  | 7  | 8  | 2   |

- Qualifié directement pour les demi-finales
- Qualifié pour les quarts de finale

| 26 décembre | HC Fribourg-Gottéron | 2-3 (TB) (0-2, 0-0, 2-0, 0-0, 0-1) | HC Dynamo Pardubice | Eisstadion Davos |

| Feuille de match | Feuille de match | Feuille de match         | Feuille de match | Feuille de match |
| ---------------- | ---------------- | ------------------------ | ---------------- | ---------------- |
|                  |                  |                          |                  | Arbitrage :      |
| Reto Berra       | Gardiens         | Roman Will Tomáš Vomáčka |                  |                  |
| 29 min           | Pénalités        | 31 min                   |                  |                  |
| 34               | Tirs             | 21                       |                  |                  |

| 27 décembre | Kärpät Oulu | 4-6 (3-2, 0-2, 1-2) | HC Fribourg-Gottéron | Eisstadion_Davos |

| Feuille de match  | Feuille de match | Feuille de match | Feuille de match | Feuille de match |
| ----------------- | ---------------- | ---------------- | ---------------- | ---------------- |
|                   |                  |                  |                  | Arbitrage :      |
| Niclas Westerholm | Gardiens         | Loic Galley      |                  |                  |
| 4 min             | Pénalités        | 27 min           |                  |                  |
| 25                | Tirs             | 20               |                  |                  |

| 28 décembre | HC Dynamo Pardubice | 2-3 (pr) (1-1, 0-0, 1-1, 0-1) | Kärpät Oulu | Eisstadion_Davos |

| Feuille de match | Feuille de match | Feuille de match | Feuille de match | Feuille de match |
| ---------------- | ---------------- | ---------------- | ---------------- | ---------------- |
|                  |                  |                  |                  | Arbitrage :      |
| Tomáš Vomáčka    | Gardiens         | Tomi Karhunen    |                  |                  |
| 31 min           | Pénalités        | 6 min            |                  |                  |
| 35               | Tirs             | 30               |                  |                  |

#### Groupe Cattini
| Clt   | Équipe           | PJ | V | VP | VF | D | DP | DF | BP | BC | Pts |
| ----- | ---------------- | -- | - | -- | -- | - | -- | -- | -- | -- | --- |
| +001, | Équipe du Canada | 2  | 2 | 0  | 0  | 0 | 0  | 0  | 12 | 5  | 6   |
| +002, | HC Davos         | 2  | 1 | 0  | 0  | 1 | 0  | 0  | 7  | 6  | 3   |
| +003, | Straubing Tigers | 2  | 0 | 0  | 0  | 2 | 0  | 0  | 3  | 11 | 0   |

- Qualifié directement pour les demi-finales
- Qualifié pour les quarts de finale

| 26 décembre | HC Davos | 2-6 (1-2, 1-3, 0-1) | Équipe du Canada |  |

| Feuille de match   | Feuille de match | Feuille de match | Feuille de match | Feuille de match |
| ------------------ | ---------------- | ---------------- | ---------------- | ---------------- |
|                    |                  |                  |                  | Arbitrage :      |
| Sandro Aeschlimann | Gardiens         | Colten Ellis     |                  |                  |
|                    |                  |                  |                  |                  |
|                    |                  |                  |                  |                  |

| 27 décembre | Straubing Tigers | 0-5 (0-0, 0-1, 0-4) | HC Davos |  |

| Feuille de match | Feuille de match | Feuille de match | Feuille de match | Feuille de match |
| ---------------- | ---------------- | ---------------- | ---------------- | ---------------- |
|                  |                  |                  |                  | Arbitrage :      |
|                  |                  |                  |                  |                  |
|                  |                  |                  |                  |                  |
|                  |                  |                  |                  |                  |

| 28 décembre | Équipe du Canada | 6-3 (1-1, 2-1, 3-1) | Straubing Tigers |  |

| Feuille de match | Feuille de match | Feuille de match | Feuille de match | Feuille de match |
| ---------------- | ---------------- | ---------------- | ---------------- | ---------------- |
|                  |                  |                  |                  | Arbitrage :      |
|                  |                  |                  |                  |                  |
|                  |                  |                  |                  |                  |
|                  |                  |                  |                  |                  |

### Phase finale

#### Quarts de finale
| 29 décembre | HC Dynamo Pardubice | 2-4 (1-1, 1-0, 0-3) | Straubing Tigers |  |

| Feuille de match | Feuille de match | Feuille de match | Feuille de match | Feuille de match |
| ---------------- | ---------------- | ---------------- | ---------------- | ---------------- |
|                  |                  |                  |                  | Arbitrage :      |
|                  |                  |                  |                  |                  |
|                  |                  |                  |                  |                  |
|                  |                  |                  |                  |                  |

| 29 décembre | HC Davos | 4-3 (1-0, 3-2, 0-1) | Kärpät Oulu |  |

| Feuille de match | Feuille de match | Feuille de match | Feuille de match | Feuille de match |
| ---------------- | ---------------- | ---------------- | ---------------- | ---------------- |
|                  |                  |                  |                  | Arbitrage :      |
|                  |                  |                  |                  |                  |
|                  |                  |                  |                  |                  |
|                  |                  |                  |                  |                  |

#### Demi-finales
| 30 décembre | Équipe du Canada | 2-4 (1-1, 1-1, 0-2) | Straubing Tigers |  |

| Feuille de match | Feuille de match | Feuille de match | Feuille de match | Feuille de match |
| ---------------- | ---------------- | ---------------- | ---------------- | ---------------- |
|                  |                  |                  |                  | Arbitrage :      |
|                  |                  |                  |                  |                  |
|                  |                  |                  |                  |                  |
|                  |                  |                  |                  |                  |

| 30 décembre | HC Fribourg-Gottéron | 4-2 (1-2, 0-0, 3-0) | HC Davos |  |

| Feuille de match | Feuille de match | Feuille de match | Feuille de match | Feuille de match |
| ---------------- | ---------------- | ---------------- | ---------------- | ---------------- |
|                  |                  |                  |                  | Arbitrage :      |
|                  |                  |                  |                  |                  |
|                  |                  |                  |                  |                  |
|                  |                  |                  |                  |                  |

#### Finale
| 31 décembre | Straubing Tigers | 2-7 (1-4, 1-3, 0-0) | HC Fribourg-Gottéron |  |

| Feuille de match | Feuille de match | Feuille de match | Feuille de match | Feuille de match |
| ---------------- | ---------------- | ---------------- | ---------------- | ---------------- |
|                  |                  |                  |                  | Arbitrage :      |
|                  |                  |                  |                  |                  |
|                  |                  |                  |                  |                  |
|                  |                  |                  |                  |                  |

## Équipe d'étoiles
Chaque année, une équipe type du tournoi est constituée avec les meilleurs joueurs des six équipes.
| Position         | Joueur           | Équipe               |
| ---------------- | ---------------- | -------------------- |
| Gardien          | Zane McIntyre    | Straubing Tigers     |
| Défenseur droit  | Marcel Brandt    | Straubing Tigers     |
| Défenseur gauche | David Musil      | HC Dynamo Pardubice  |
| Attaquant droit  | Daniel Carr      | Équipe du Canada     |
| Centre           | Jacob de la Rose | HC Fribourg-Gottéron |
| Attaquant gauche | Adam Tambellini  | HC Davos             |